# Adenosindifosfat
Adenosindifosfat (ADP) er et nukleotid der består af purin-basen adenin forbundet til ribose via en N-glykosidbinding, samt to fosfatenheder bundet til riboseenhedens 5'-position via fosfatesterbindinger.

## Cellulære funktioner
ADP fungerer som biologisk energi- og effektormolekyle og indgår i mange vigtige cellulære processer. Molekylets fosfatbinding indeholder en stor mængde energi, som frigøres ved fraspaltning af en fosfatgruppe, hvilket resulterer i dannelsen af adenosinmonofosfat (AMP). Denne spaltningsprocess kaldes hydrolyse. ADP kan kan også optage en ekstra fosfatgruppe og danne adenosintrifosfat. Denne proces kræver en del energi, der kommer fra respiration. F.eks. dannes der ved forbrænding af sukker 38 ATP-molekyler for hvert molekyle glukose, der forbrændes.